# Jayson Warner Smith
Jayson Warner Smith, född 10 mars 1965 i Atlanta i Georgia, är en amerikansk skådespelare. Hans mest kända insats är i rollen som Gavin, i TV-serien The Walking Dead. Han är också känd för rollerna som Wendall Jelks och Dean, i dramaserierna Rectify och The Vampire Diaries.

## Filmografi (i urval)

### Filmer
- 2006 – Fatwa
- 2009 – Way of War
- 2009 – Familjen Jones
- 2010 – Lottery Ticket
- 2011 – Footloose
- 2013 – 42
- 2013 – Anchorman 2
- 2014 – 99 Homes
- 2015 – Mississippi Grind
- 2015 – I Saw the Light
- 2016 – Christine
- 2016 – The Book of Love
- 2016 – The Birth of a Nation
- 2017 – American Made
- 2017 – Thank You for Your Service
- 2018 – St. Agatha
- 2018 – Billionaire Boys Club
- 2022 – Där kräftorna sjunger

### TV-serier
- 1997 – Savannah (TV-serie)
- 2009 – Drop Dead Diva (TV-serie)
- 2013 – Sleepy Hollow (TV-serie)
- 2013 – Rectify (TV-serie)
- 2014 – The Vampire Diaries (TV-serie)
- 2016 – NCIS: New Orleans (TV-serie)
- 2016 – The Walking Dead (TV-serie)